# Зелёный Дол (Свердловская область)
Зелёный Дол — посёлок в Берёзовском муниципальном округе Свердловской области России. Ранее входил в состав Лосиного поссовета города Берёзовского. До 1966 года назывался посёлком Лосиным шестым.

## География
Зелёный Дол расположен посреди торфяных болот Рефтинского и Малого Рефтинского, недалеко от истока реки Малый Рефт, в 35 километрах к северо-востоку от города Берёзовского. Посёлок является конечной точкой автодороги п. Лосиный —  п. Лубяной — п. Солнечный — п. Зелёный Дол. Подъездная автодорога ведёт от Режевского тракта.
В Зелёном Доле три улицы: Лермонтова, Малышева и Февральская. 

### Часовой пояс
Зелёный Дол, как и вся Свердловская область, находится в часовой зоне МСК+2. Смещение применяемого времени относительно UTC составляет +5:00.

## Население
| 2002 | 2010 |
| ---- | ---- |
| 43   | ↘40  |

Структура
По данным Всероссийской переписи населения 2002 года, русские составляли 90 % от общего числа жителей Зелёного Дола. По данным переписи населения 2010 года, в посёлке проживали 21 мужчина и 19 женщин.